# Loxosomella harmeri
Loxosomella harmeri är en bägardjursart som först beskrevs av Schultz 1895.  Loxosomella harmeri ingår i släktet Loxosomella och familjen Loxosomatidae. Arten är reproducerande i Sverige. Inga underarter finns listade i Catalogue of Life.